# Anne Jahren
Anne Jahren   (Bærum, 20 de juny de 1963) és una esquiadora de fons noruega, ja retirada, que destacà a la dècada del 1980.

## Biografia
Va néixer el 20 de juny de 1963 a la ciutat de Bærum, població situada al comtat d'Akershus. Va estudiar a l'Escola Noruega de les Ciències de l'Esport.

## Carrera esportiva
Va participar en els Jocs Olímpics d'Hivern de 1984 realitzats a Sarajevo (Iugoslàvia), on va aconseguir la medalla d'or en la prova de relleus 4x5 km i la medalla de bronze en la prova de 20 quilòmetres. A més va finalitzar cinquena en la prova dels 10 km i setena en la prova dels 5 quilòmetres. En els Jocs Olímpics d'Hivern de 1988 realitzats a Calgary (Canadà) va aconseguir la medalla de plata en la prova de relleus 4x5 km, a més de finalitzar quarta en la prova dels 5 km i setzena en la prova dels 10 quilòmetres.
Al llarg de la seva carrera esportiva va aconseguir guanyar quatre medalles en el Campionat del Món d'esquí nòrdic, destacant la medalla d'or aconseguida l'any 1987 en la prova dels 10 quilòmetres.